# Pall Mall Gazette
Pall Mall Gazette è stato un quotidiano inglese del pomeriggio fondato a Londra nel 1865 da George Murray Smith; il suo primo direttore fu Frederick Greenwood. Il primo numero uscì il 7 febbraio 1865. Nel 1921 si fuse con la rivista The Globe fino al 1923 quando la testata venne assorbita dall'Evening Standard prendendone il nome.. Il 27 giugno 1865 viene pubblicata la prima edizione del «Pall Mall Budget», la rivista settimanale associata al quotidiano.
Tra il marzo 1893 e settembre 1914, nasce il "Pall Mall Magazine", veri e propri libri rilegati ed illustrati ad uscita quadrimestrale introdotti da William Waldorf Astor, e contenenti rilevanti opere di letteratura, poesia, arte e brevi racconti.

## Origine del nome
Il nome deriva da una rivista immaginaria creata da William Makepeace Thackeray. Pall Mall è una strada di Londra che ha dato i natali a molte persone famose, la descrizione e creazione della rivista immaginaria la si ritrova in "The History of Pendennis" (1848–1850).
(William Makepeace Thackeray in History of Pendennis)

## Storia

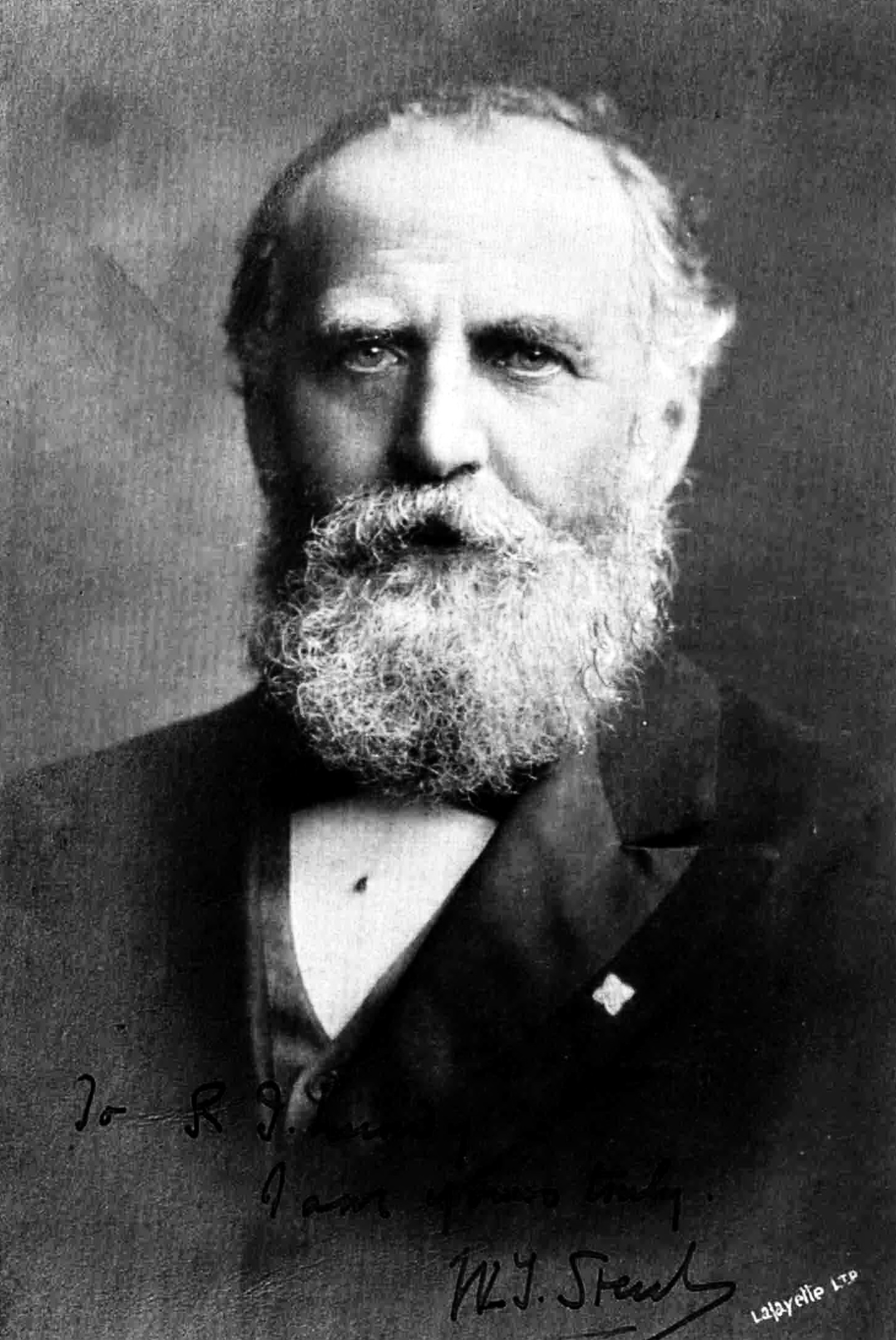
William Thomas Stead (1849-1912)

Fondato a Londra il 7 febbraio 1865, di proprietà George Murray Smith, già fondatore nel 1860 della rivista vittoriana Cornhill Magazine, e diretto da Frederick Greenwood, il «Pall Mall Gazette» trattava principalmente temi politici e sociali, orientandosi sullo schieramento politico conservatore.
Il giornale sostenne il Partito Conservatore fino al 1880, quando sotto guida di Henry Yates Thompson, assistito da John Morley l'orientamento politico divenne liberale, trattando fatti di cronaca e svolgendo interviste, nonché inchieste su temi scottanti, come la tratta delle bianche.Thompson, ottenne la proprietà del giornale nel 1878, due anni dopo il suo matrimonio con Elizabeth Smith, figlia del fondatore del «Pall Mall Gazette».Sempre nel 1880 John Morley arruolò William Thomas Stead, un giornalista radicale proveniente dal The Northern Echo come suo assistente redattore.
Sotto la guida di John Morley, il giornale ottenne un notevole successo,tra i nomi rinomati che vi hanno lavorato ci fu anche quello di Oscar Wilde che, dalla metà degli anni ottanta divenne collaboratore fisso per il Pall Mall Gazette gestendo come autore anonimo una rubrica dal titolo The Poet's Corner, per le recensioni di nuovi libri di poesie appena pubblicati.
Nel 1893 Morley fu eletto alla House of Commons e Stead divenne il nuovo redattore. Alla guida del «Pall Mall Gazette», Stead aveva la possibilità di sviluppare le sue idee sul giornalismo e sulla stesura del giornale, in modo da renderlo più comprensibile e completo, incominciando dalla testata, che rese più morbida cambiandone lo stile e i lineamenti, rendendo i paragrafi più corti ma più leggibili per via delle modifiche apportate allo stile di scrittura, introducendo un uso considerevole di illustrazioni, diagrammi e mappe per separare i testi, in questo modo il giornale appariva più pratico e animato, lasciando al lettore una maggior scorrevolezza e una maggiore comprensione nella lettura. Oltre alle modifiche apportate alla stesura, Stead utilizzò il giornale come oggetto di diffusione per foraggiare i lettori alla partecipazione a diverse cause e per la pubblicazione di un'alta percentuale di storie di interesse umano:.
Di William Thomas Stead Henry William Massingham scrisse:
(Henry William Massingham)

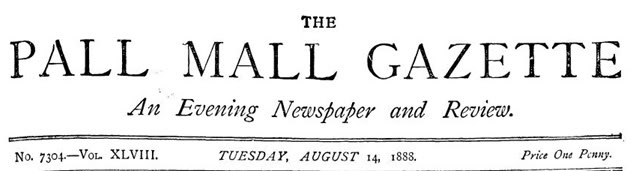
Testata originale «Pall Mall Gazette», 1888

Nel 1883, il «Pall Mall Gazette» subì un notevole aumento di stampa, passando da 8000 a 12000 copie. Il successo fu dovuto alle pubblicazioni di diversi articoli riguardante la prostituzione minorile, nell'edizione extra intitolata The Maiden Tribute of Modern Babylon. Altri titoli che suscitarono notevole interesse da parte del lettore furono: Fight or Arbitrate: How Should we Settle the Afghan Frontier, Who is to have the Sudan? Gordon, The Slave Traders? e Navy of Old England: Is it Ready for War?.
Nel 1885, Stead si entra a far parte assieme a Josephine Butler e Florence Booth dell'Esercito della Salvezza(Salvation Army) per denunciare quello che era divenuto noto come il traffico delle bianche.
Il gruppo usò il caso di Eliza Armstrong, una ragazza di tredici anni figlia di uno spazzacamino che fu comprata per £5 da una donna che lavorava in un bordello Londinese. William Stead fu accusato ed arrestato per il rapimento della ragazza e fu imprigionato per tre mesi nel carcere di Holloway Gaol. Come un risultato della pubblicità che il caso di Eliza Armstrong aveva generato, il Parlamento nel 1885 approvò la Legge dell'Emendamento del Diritto penale(Criminal Law Amendment Act), elevando l'età minorile da tredici a sedici anni.
Nel 1887, Matthew Arnold, critico, poeta e al tempo collaboratore presso il «Pall Mall Gazette», messo in mostra per la critica e disapprovazione per quello che venne descritto come "l'Americanizzazione del giornalismo inglese." Alcuni editori rivali, per disprezzo dell'uso che Stead fece dell'intervista, lo definirono come uno statista, bigotto riformatore sociale, uomo di scienza, artista, negoziante vagabondo e pazzo.
Ad Arnold è attribuita la coniatura della forma espressiva detta "New Journalism", un termine di critica volto a definire il grande cambiamento dell'impero della stampa e dello stesso giornalismo, come avvenne in particolare con Alfred Charles William Harmsworth. Al tempo, l'irritazione di Arnold non era dovuta a Northcliffe, ma al giornalismo sensazionale del redattore del Pall Mall Gazette, William Thomas Stead, portando Arnold a pubblicare nel maggio 1887 sul periodico The Nineteenth century:
(Matthew Arnold, The Nineteenth century N.ro CXXIII. (Maggio, 1887) il pp. 629-643.)
Arnold e il «Pall Mall Gazette» avevano sempre interagito reciprocamente e per lungo tempo, traendone entrambi benefici, fin dalla nascita del giornale nel 1865. Come critico occasionale, lui aveva instaurato una particolare amicizia con il primo redattore, Frederick Greenwood ed una conoscenza e stima reciproca con John Morley, disapprovando fortemente Stead, e dichiarando che, sotto Stead il «Pall Mall Gazette» tutto può essere meno che letteratura.

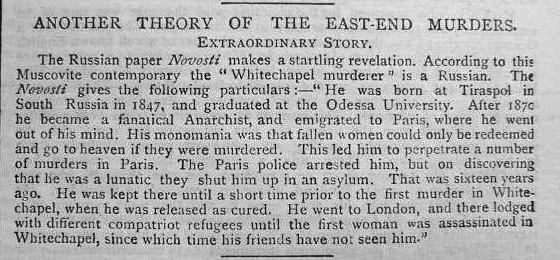
Un articolo sensazionalista apparso sul «Pall Mall Gazette» in cui si sviluppava la teoria, largamente condivisa dalla popolazione londinese, che Jack lo squartatore non fosse inglese.

Nel 1888, Londra viene scossa dagli efferati omicidi del serial killer Jack lo squartatore, portando ad un forte aumento di stampa di tutti i giornali londinesi, incluso il «Pall Mall Gazette».
Uno dei giornalisti che più si occuparono di vicende di cronaca nera fu W. T. Stead, che già nel 1893, spinto dal desiderio di incrementare le vendite aveva promosso una campagna volta a combattere la prostituzione minorile, oggetto che portò ad un reale aumento delle vendite, ma anche alla carcerazione del direttore. Nonostante la bramosia di Stead di incrementare le vendite si rifiutò, al contrario di molte altre testate, di pubblicare i dettagli più cruenti delle mutilazioni inflitte alle vittime di Jack lo Squartatore e utilizzò gli omicidi di Whitechapel per invocare un "Tribunale delle Coscienze" tra i media.
Nell'agosto del 1888, il giornalista Edward Tyas Cook viene reclutato dall'amico, Alfred Milner che dal 1881 collaborava con il «Pall Mall Gazette», per una partecipazione ad orario ridotto presso il giornale, prima sotto la guida di Morley e poi sotto quella di Stead. Cook venne intervistato da Morley nel suo periodo di collaborazione con il «Pall Mall Gazette», durante l'intervista Morley chiese a Cock:
Nel 1890 Stead lascia la guida del «Pall Mall Gazette», fondando la testata giornalistica Review of Reviews, passando la carica a Edward Tyas Cook, che la manterrà per i due anni a seguire, fino alla vendita del giornale ad Astor, quando si sposterà nel gennaio del 1893, al giornale liberale The Westminster Gazette.
Nel 1892, il «Pall Mall Gazette» viene acquistato da William Waldorf Astor, ricco americano divenuto in seguito nobile inglese, acquistando il giornale da Thompson per £50,000. Astor pone alla direzione della testata Henry Crust, sotto la guida del nuovo direttore il giornale cambia nuovamente orientamento politico, passando da liberale a conservatore.

## Personaggi coinvolti
Molti sono stati i personaggi coinvolti nella stesura di articoli presso tale giornale come George Bernard Shaw, Anthony Trollope, Frederick Engels, Oscar Wilde, Robert Louis Stevenson, Spencer Walpole, Arthur Patchett Martin

## Pubblicazioni

### Arthur Conan Doyle
- The Mystery of Cloomber 1/17 (Pall Mall Gazette, 10 settembre 1888 1 illustration by George Hutchinson)
- The Mystery of Cloomber 2/17 (Pall Mall Gazette, 11 settembre 1888 1 illustration by T. E. M.)
- The Mystery of Cloomber 3/17 (Pall Mall Gazette, 12 settembre 1888 1 ill. by George Hutchinson)
- The Mystery of Cloomber 4/17 (Pall Mall Gazette, 13 settembre 1888 1 ill. by George Hutchinson)
- The Mystery of Cloomber 5/17 (Pall Mall Gazette, 14 settembre 1888 1 ill. by George Hutchinson)
- The Mystery of Cloomber 6/17 (Pall Mall Gazette, 15 settembre 1888 1 ill. by George Hutchinson)
- The Mystery of Cloomber 7/17 (Pall Mall Gazette, 17 settembre 1888 1 ill. by George Hutchinson)
- The Mystery of Cloomber 8/17 (Pall Mall Gazette, 18 settembre 1888 2 ill. by George Hutchinson)
- The Mystery of Cloomber 9/17 (Pall Mall Gazette, 19 settembre 1888 1 ill. by Charles Altamont Doyle)
- The Mystery of Cloomber 10/17 (Pall Mall Gazette, 20 settembre 1888 1 ill. by George Hutchinson)
- The Mystery of Cloomber 11/17 (Pall Mall Gazette, 21 settembre 1888 1 ill. by George Hutchinson)
- The Mystery of Cloomber 12/17 (Pall Mall Gazette, 22 settembre 1888 1 ill. by George Hutchinson)
- The Mystery of Cloomber 13/17 (Pall Mall Gazette, 24 settembre 1888 1 ill. by George Hutchinson)
- The Mystery of Cloomber 14/17 (Pall Mall Gazette, 25 settembre 1888 1 ill. by George Hutchinson)
- The Mystery of Cloomber 15/17 (Pall Mall Gazette, 26 settembre 1888 1 ill. by George Hutchinson)
- The Mystery of Cloomber 16/17 (Pall Mall Gazette, 27 settembre 1888 1 ill. by George Hutchinson)
- The Mystery of Cloomber 17/17 (Pall Mall Gazette, 28 settembre 1888 1 ill. by George Hutchinson)
- The Mystery of Cloomber addendum (Pall Mall Gazette, 29 settembre 1888)
- The Death of Mr. Wolcott Balestier (Pall Mall Gazette, 8 dicembre 1891)
- A World's Fair Suggestion (Pall Mall Gazette, 16 marzo 1893)
- The Lindsey Action (Pall Mall Gazette, 10 gennaio 1901)
- The Fires of Fate (interview of Conan Doyle and Mr. Waller, Pall Mall Gazette, 12 giugno 1909)
- The Congo Question (Pall Mall Gazette, 15 novembre 1909)
- Cavalry Training (Pall Mall Gazette, 6 aprile 1910)
- Sir A. Conan Doyle and Cavalry Training (Pall Mall Gazette, 13 aprile 1910)
- Mr. Housman and the Censor (Pall Mall Gazette, 3 ottobre 1910)
- Kent Coal. Coming Triumph. A Defence (Pall Mall Gazette, 26 febbraio 1914)
- Prophecy and Finance (Pall Mall Gazette, 5 marzo 1914)
- Another Letter from Sir Conan Doyle (Pall Mall Gazette, 7 marzo 1914)
- Father Vaughan and Spiritualism (Pall Mall Gazette, 11 giugno 1917)

### Oscar Wilde
- Dinners and Dishes (Pall Mall Gazette, 7 marzo 1885)
- A Handbook of marriage (Pall Mall Gazette, 18 novembre 1885)
- To read or not to read (Pall Mall Gazette, 8 febbraio 1886)
- The letters of a great woman (Pall Mall Gazette, 6 marzo 1886)
- Béranger in England (Pall Mall Gazette, 21 aprile 1886)
- The poetry of the people (Pall Mall Gazette, 13 maggio 1886)
- Balzac in English (Pall Mall Gazette, 13 settembre 1886)
- Ben Jonson (Pall Mall Gazette, 20 settembre 1886)
- Mr. Symonds' history of the renaissance (Pall Mall Gazette, 10 novembre 1886)
- Mr. Morris's odyssey (Pall Mall Gazette, 26 aprile 1887)

### H. G. Wells
- Il trionfo di un tassidermista (The Triumphs of a Taxidermist, Pall Mall Gazette, 3 marzo 1894)
- L'uomo volante (The Flying Man, Pall Mall Gazette, dicembre 1893)
- La farfalla (The Moth, Pall Mall Gazette, 28 marzo 1895)[N 2]

## Proprietari e direttori

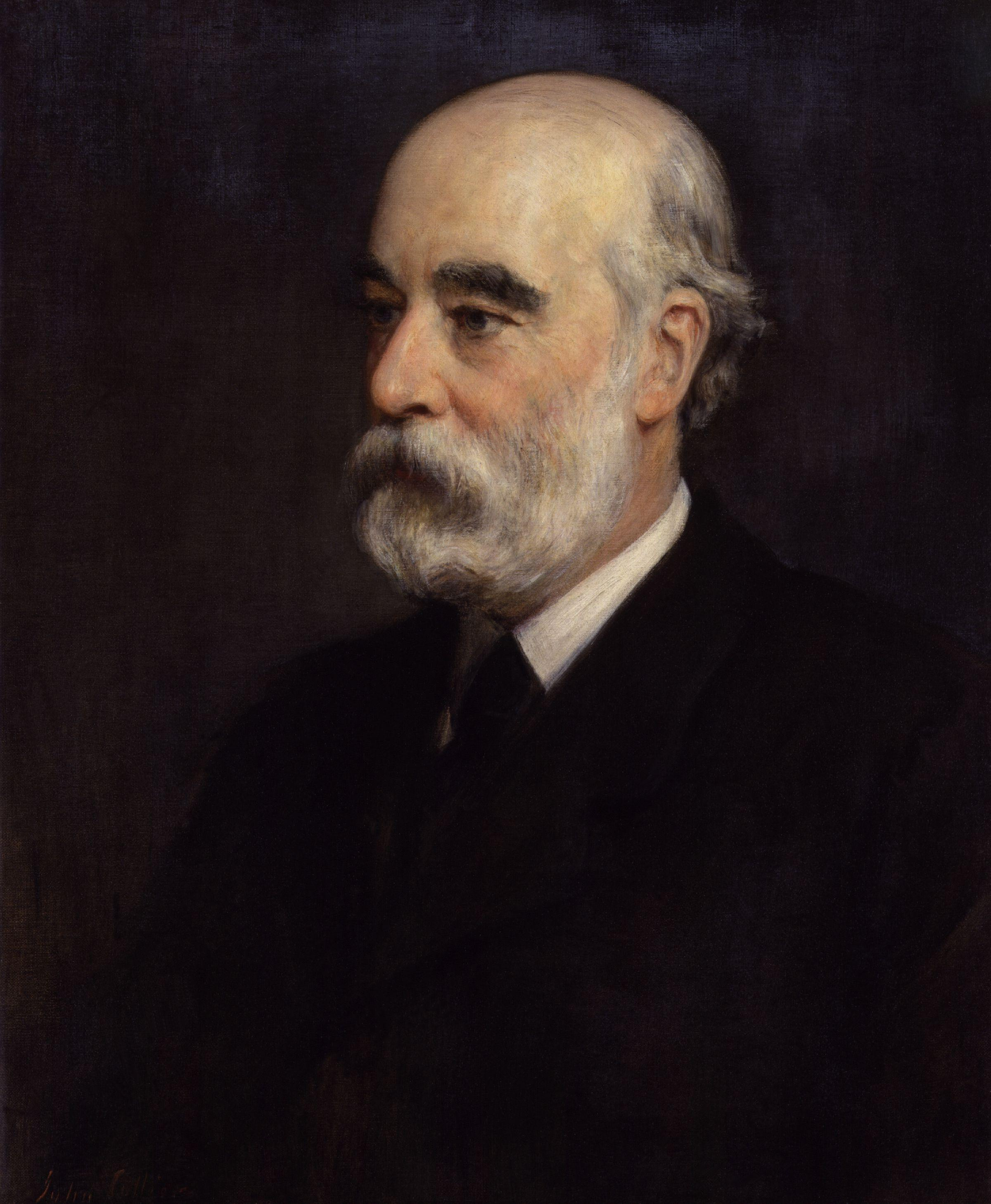
Ritratto di George Murray Smith eseguito da John Collier, 1901

Proprietari
- George Smith (1865–1880)
- Henry Yates Thompson (1880–1892)
- William Waldorf Astor (1892–1917)
- Henry Dalziel (1917–1923)[24]

Direttori
| Nome                   | Anni      |
| ---------------------- | --------- |
| Frederick Greenwood    | 1865–1880 |
| John Morley            | 1880–1883 |
| William Thomas Stead   | 1883–1889 |
| Edward Tyas Cook       | 1890–1892 |
| Henry Cust             | 1892–1896 |
| Douglas Straight       | 1896–1909 |
| Frederick Higginbottom | 1909–1912 |
| James Louis Garvin     | 1912–1915 |
| D. M. Sutherland       | 1915–1923 |

### Annotazioni
1. ↑  Pubblicazioni di Arthur Conan Doyle su quotidiani dell'epoca[15]
2. ↑  Pubblicazioni de Il bacillo rubato e altri casi sui quotidiani dell'epoca[16][17][18][19][20][21]
[22][23]